# نادي روبن هود (برمودا)
نادي روبن هود لكرة القدم (بالإنجليزية: Robin Hood Football Club)‏ هو ناد كرة قدم برمودي مقره في بيمبروك باريش. تأسس عام 1977 ويلعب في دوري برمودا لكرة القدم.